# Rauheneck (zřícenina hradu)
Burg Rauheneck je zřícenina hradu 2,5 km západně od středu města Badenu u Vídně v Dolních Rakousích.

## Poloha
Zřícenina se nachází na jednom výběžku předhoří Lindkogelu na pravém břehu řeky Schwechat. Hrad byl vybudován ve středověku společně s protější zřícenou hradu Rauhenstein a hradem Scharfeneck na dopravní cestě od Badenu přes Helenental, Heiligenkreuz až do Triestingtalu.
Poblíž někdejšího hradu Rauheneck je "králova jeskyně" s archeologicky významnými nálezy z mladší doby kamenné.

## Popis
Dřevěný most tehdy vedl stejně jako dnes, přes hluboké údolí k půlkruhovému předhradí s 25 metrů vysokou trojhrannou hradní věží. Ve vnitřním hradním nádvoří, chráněném osm metrů vysokou zdí, byla dříve zásobárna potravin a hradní palác přístupný přes hradní věž. Při další přístavbě ze 14. nebo 15. století vznikla obytná budova a hradní kaple.

## Historie
Jako první majitel Rauhenecku byl Hartung von Ruhenekke , poprvé uveden v nedatované listině (kolem roku 1130). "Rodina Rauheneckerů", (po roce 1200 nazývaná Tursen kolonizovala ve 12. a 13. století les na úpatí hradu, kde založila osadu v půlkruhovém půdorysu. Hradní páni požadovali od poddaných ve vesnici jen velmi malé dávky a služby v lese.
Roku 1384 vymřel rod "Tursenů" a panství převzal rod Walseerů. V pohnutých dějinách byl hrad vícekrát zničen, ale vždy znovu vybudován, částečně i rozšířen.
V roce 1477 byl hrad zničený srbskými vojsky „uherského krále Matyáše Korvína (1443-1490)“ a už nebyl obnoven. Definitivní zkáza hradu přišla v roce 1529 díky tureckým útokům.
Ruinu později získala "rodina Doblhoffů a roku 1810 zpřístupnila hrad návštěvníkům. V roce 1961 získalo město Baden hrad a došlo i k jeho opravě.